# Tina Snow
Tina Snow è il secondo EP della rapper statunitense Megan Thee Stallion, pubblicato l'11 giugno 2018 dalla 1501 Certified Entertainment e dalla 300 Entertainment.

## Descrizione
L'alter ego Tina Snow è ispirato a quello di Pimp C, Tony Snow.

## Tracce
1. WTF I Want – 2:17
2. Hot Girl – 3:16
3. Good At – 3:50
4. Freak Nasty – 2:53
5. Cognac Queen – 3:42
6. Neva – 2:35
7. Big Ole Freak – 3:34
8. Tina Montana – 2:51
9. Make a Bag (feat. Moneybagg Yo) – 2:16
10. Cocky AF – 2:57